# 도다정
도다정(일본어: 戸太町)은 1895년부터 10월부터 1901년까지 존재했던 일본 가나가와현 구라키군의 정이다.

## 개요
가나가와현 구라키군 북서부에 위치했으며 .현재의 가나가와현 요코하마시 니시구, 미나미구에 해당된다.
메이지 초기 단계의 요코하마의 기존 시가지 서쪽에 인접한 구역을 영역으로 설정했다. 합병 이전의 구촌을 계승하여 시가지 서쪽의 고지 북부의 토지(구 도베정), 남부의 오타(구 오타촌)를 중심으로 남부, 오카 강 하구부의 요시다 닛타, 북부, 카타비라 강 하구부의 히라누마 닛타 및 오와리야 닛타 등 5대 자로 이루어져 있었다. 원래는 동해의 본도에서 벗어난 농촌이었지만, 요코하마항의 개항 후 요코하마 시가의 확대와 함께 각 구촌에도 시가화의 물결이 미쳐, 아래의 '연혁' 부분에서 볼 수 있듯이 메이지 초년까지 시가화한 구역에는 노게초, 이세초, 히라누마초, 고가네초, 이세사키초 등의 새로운 마을이 순차적으로 건설이 시작하였다. 이들 구역 및 도베초 중 이미 시가화되어 있던 요코하마 도변 구역은 1878년 군구정촌 편제법에 의해 요코하마구에 편입되어 1889년의 시제 시행에 의해 요코하마시가 되었다. 같은 해의 정촌제 시행으로 도다촌이 된 것은 이 시점에서 기존 시가지에 편입되지 않은 구역이다. 그러나 머지 않아 이 구역에도 도시화는 진행되어, 1895년에 정으로 승격하여 도다정이 되어, 1901년에 요코하마시에 편입하였다.

## 역사
- 1889년 4월 1일 - 정촌제 시행에 의해 주변의 촌을 합병해 도다촌이 성립하였다.
- 1895년 7월 1일 - 도다촌이 정으로 승격해 도다정이 되었다.
- 1901년 4월 1일 - 요코하마시에 편입하여, 동일 도다정이 폐지하였다.

## 교통

### 철도
- 일본국유철도 (현:동일본 여객철도) 도카이도 본선 (당시에는 개설된 역이 하나도 없었다.)

## 참고 문헌
- 角川日本地名大辞典編纂委員会,『角川日本地名大辞典 神奈川県』1984, 角川書店